# Lago Moronacocha
El Lago Moronacocha es un cuerpo de aguas negras ubicado en la Selva baja, en la Amazonia a una altitud promedio de 107 msnm en el territorio de la república del Perú, su nivel regular de agua aumenta en los meses de enero a mazo y desciende de octubre a diciembre.
Está formado por tres cuerpos de aguas unidos por canales locales de agua; el más grande situado en el norte es denominado Lago Moronacocha Norte, el segundo más grande esta en el centro y es denominado Lago Moronacocha Central, y el más pequeño ubicado en el sur es denominado Lago Moronacocha Sur.
En la costa este del lago se encuentra la ciudad de Iquitos, de los tres cuerpos el lago del norte es el más alejado de los tres, de los tres cuerpos los dos primeros se encuentran incrustado en la parte metropolitana, mientras que el último en la parte rural de la urbe amazónica.